# 포그 미술관

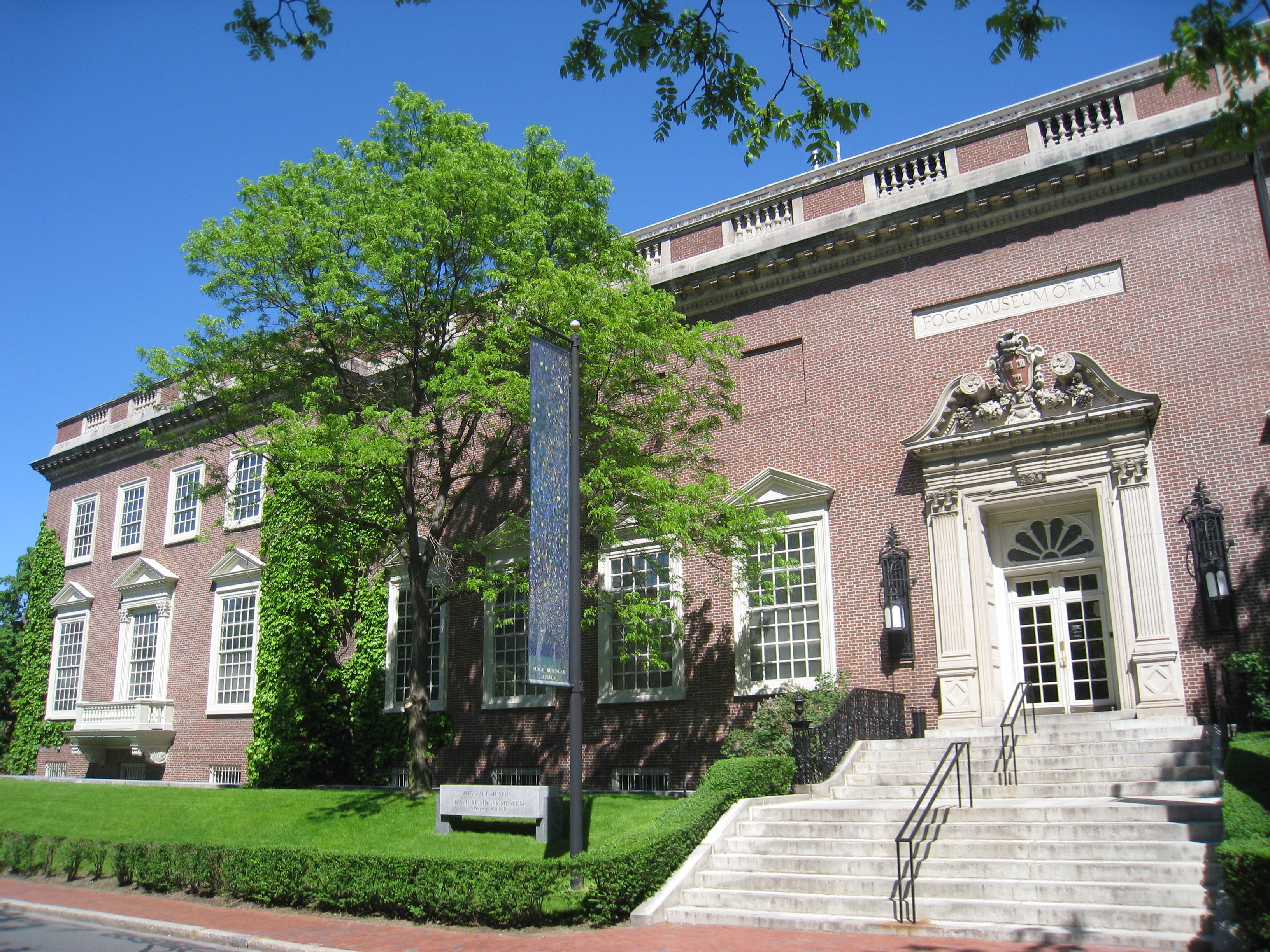
포그 미술관

포그 미술관(Fogg Museum)은 미국 매사추세츠주 케임브리지에 있는 하버드 대학교 부설 미술관이다.
사업가 윌리엄 헤이즈 포그의 컬렉션을 기반으로 1895년에 개관하였다.